# Eastlake (Ohio)
Eastlake – miasto w Stanach Zjednoczonych, w północnej części stanu Ohio, na wybrzeżu jeziora Erie. Liczba mieszkańców w 2000 roku wynosiła 20 255.